# Cornado NRW
Cornado NRW (né le 5 mai 2003) est un étalon gris, fils de Cornet Obolensky, appartenant au stud-book Westphalien, et concourant en saut d'obstacles avec le cavalier allemand Marcus Ehning. Il participe notamment aux Jeux équestres mondiaux de 2014. Après une absence de plusieurs mois sur les terrains de concours fin 2015, il retrouve le haut niveau en mars 2019, bien que devenu borgne.

## Histoire

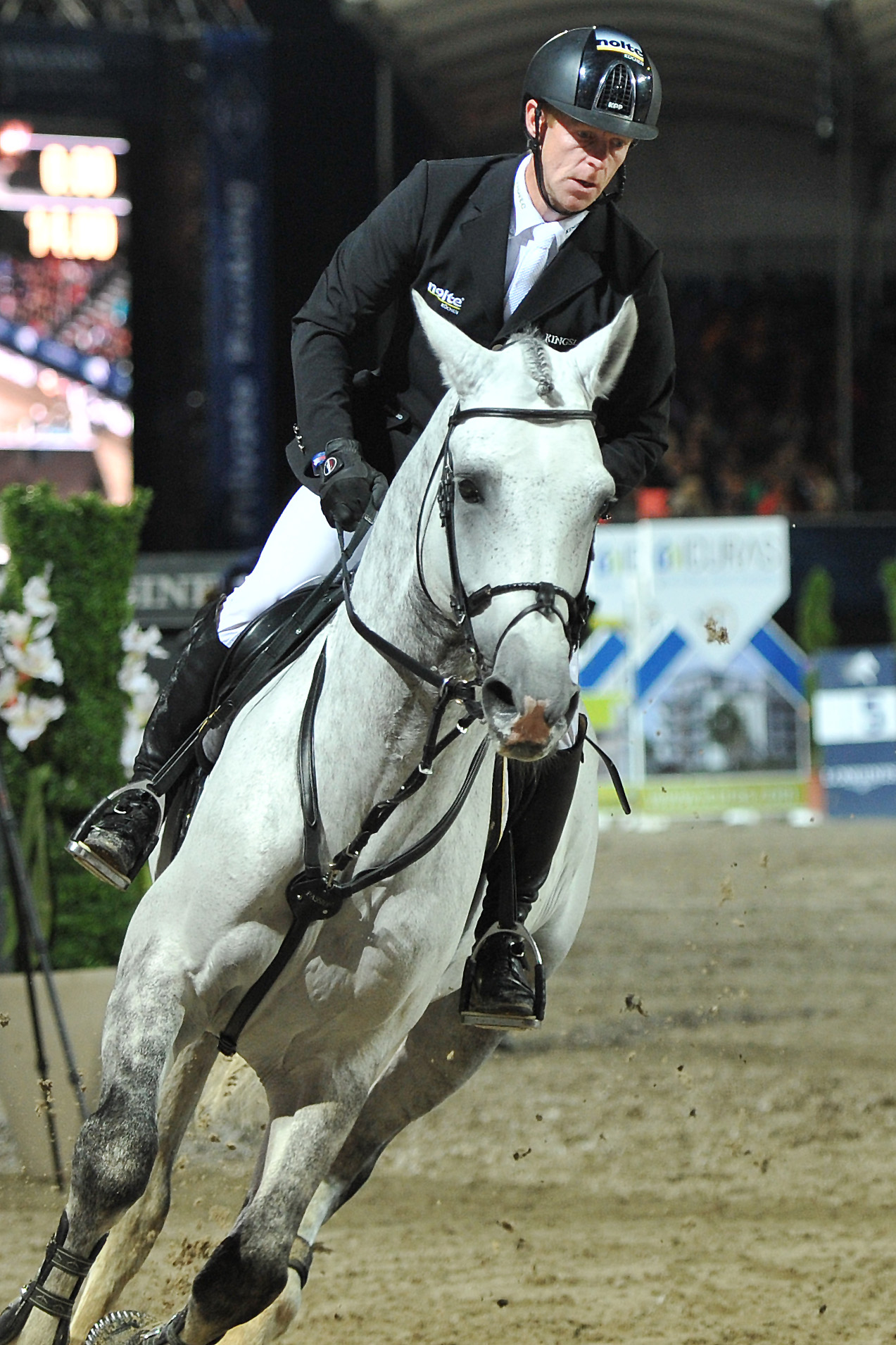
Marcus Ehning et Cornado NRW aux Vienna Masters, étape du Global Champions Tour, le 21 septembre 2013.

Cornado NRW naît le 5 mai 2003. Il commence sa carrière avec Franz Josef Dahlmann, avant de rejoindre les écuries de Marcus Ehning qui l'entraîne jusqu'au plus haut niveau. Il devient l'une des montures de tête de Marcus Ehning au niveau international en 2011.
Il se blesse lors des Jeux olympiques de Rio en 2016 et suit une période de convalescence, puis est de nouveau mis au repos en mai 2017, en raison d'une inflammation de la phalange périoste.
Après le CSI5* de Spruce Meadows en septembre 2018 et le CSIO de Barcelone en octobre, il disparaît des terrains de concours, puis revient début mars 2019, effectuant un sans-fautes à 1,40 m-1,45 m à Bois-le-Duc, mais avec un œil en moins : Cornado a subi une énucléation consécutivement à un problème de santé repéré avant Noël 2018,. Son cavalier explique l'avoir ré-entraîné jusqu'à ce qu'il s'y habitue,,.

## Palmarès
Palmarès avec Marcus Ehning :
- 2012 :
  - 2e du Grand Prix CSI-4* de Munich
  - 2e du Grand Prix CSI-3* de Odense
- 2013 :
  - Vainqueur du Grand Prix CSI-3* d'Herning
  - Vainqueur d'une épreuve 1m50 lors du CSI-5* de Vérone
  - 4e du Grand Prix Coupe du monde CSI-5* de Stuttgart
- 2014 :
  - 3e du Grand Prix CSI-5* de Bâle
  - Vainqueur du Grand Prix Coupe du monde CSI-5* de Bordeaux
  - Vainqueur du Grand Prix Hermès CSI-5* du Grand Palais de Paris
  - 4e de la finale de la Coupe du monde de saut d'obstacles CSI-5* de Lyon ;
  - 4e du Grand Prix CSI-5* de St-Tropez
  - 3e de la Coupe des Nations du CSIO-5* de Rotterdam
  - 3e du Grand Prix CSI-5* lors du Global Champions Tour de Paris
  - 10e en individuel aux Jeux équestres mondiaux à Caen[1].
  - 3e du Grand Prix Coupe du monde CSI-5* de Vérone
- 2015 :
  - 5e du Grand Prix Hermès CSI-5* du Grand Palais de Paris
  - 10e du Grand Prix Rolex du CHI-5* de Genève lors du Rolex Grand Slam
- 2016 :
  - Vainqueur du Grand Prix Rolex CSI-5* d'Hertogenbosch
  - 4e de la finale de la Coupe du monde de saut d'obstacles de Göteborg[1].
- 2018 :
  - 3e du Grand Prix Coupe du monde CSI-5* de Bordeaux
  - 3e du Grand Prix Hermès CSI5* du Grand Palais de Paris
  - 3e du Grand Prix Rolex CSI-5* de d'Hertogenbosch
  - 2e du Grand Prix CSI5* lors Global Champions Tour de Valkenswaard

Il est 106e du classement mondial des chevaux d'obstacle établi par la WBFSH en octobre 2013, puis 4e en octobre 2014.

## Description
Cornado NRW est un étalon de robe grise, inscrit au stud-book du Westphalien. Il mesure 1,73 m.

## Pedigree
C'est un fils de l'étalon Cornet Obolensky et de la jument Acobata, par Acobat I.